# ダヴィット・ティム
ダヴィット・ティム（David Timm、1969年4月24日 - ）はドイツのピアノ奏者・オルガン奏者・合唱指揮者・ジャズ音楽家。現ライプツィヒ大学音楽監督（2005年 - ）。

## 来歴
メクレンブルク＝フォアポンメルン州ミューリッツ郡ヴァーレン（Waren/Müritz）出身。音楽の街として知られるライプツィヒにてトーマス教会少年合唱団団員となり、後に団長を務める。その後、ライプツィヒ音楽演劇大学に進学し教会音楽を専攻、ハネス・ケストナー、アルフィート・ガスト（オルガン）、フォルカー・ブロイティガム（即興）ほかに師事。1995年、教会音楽家資格Aを取得して課程修了。同大学のピアノ専攻マイスターコース（マルクス・トーマスに師事）に進学、その間ザルツブルク・モーツァルテウム大学への留学（カール＝ハインツ・ケマーリンクに師事）を経て1999年卒業。
1998～2002年、ハレ教会音楽大学教員として合唱・オーケストラ指導を担当した。また母校ライプツィヒ音楽演劇大学の典礼オルガン演奏の講師となる。1999年にはサックス奏者フランク・ノヴィッキーと共にライプツィヒ・ビッグバンド（ドイツ語: LeipzigBigband）を結成。また同年から2006年まではゲオルク・クリストフ・ビラー（現トーマス教会音楽監督）の後継として、合唱団ライプツィヒ・ヴォーカルアンサンブル（ドイツ語: Leipziger Vocalensemble）を指導した。
2005年にライプツィヒ大学音楽監督に就任し、「ライプツィヒ大学合唱団」（ドイツ語: Leipziger Universitätschor）指導者の地位を受け継いだ。2009年の大学創立600周年ではJ.S.バッハが当大学のために書いた合唱曲を収録した記念CDを発表した。またライプツィヒにおけるワーグナー生誕200年記念音楽祭の実行団体「リヒャルト・ワーグナー協会ライプツィヒ2013」（ドイツ語: Richard Wagner Gesellschaft Leipzig 2013 e.V.）の共同創設者であり、現在協会長を務めている。
学生時代の1991年には同大サックス専攻の学生であったライコ・ブロッケルト（Reiko Brockelt）と2人で「ジャズデュオ・ティム/ブロッケルト（JazzDuo Timm/Brockelt ）」を結成。これまで国内外で数々のクラシック・ジャズ音楽祭に出演し、高い評価を得ている。また伝統的な教会での礼拝にサックスとパイプオルガンによるジャズ風音楽を加えるなど、斬新な試みも積極的に行っている。即興演奏の技術は特に抜きん出ており、個人の受賞歴は1991年ワイマール・ピアノ即興コンクールグランプリ、第1回ワイマール・バッハ即興コンクールグランプリ、1997年シュヴェービッシュ・グミュント国際オルガン即興コンクールグランプリほか多数。また2008年にはザクセン・モーツァルト協会モーツァルト賞を授与されている。
現在ではライプツィヒ大学合唱団やジャズの公演のほか、奏者としてゲヴァントハウス管弦楽団・ライプツィヒ新バッハ合奏団、また客員指揮者としてハレ・ヘンデル音楽祭管弦楽団や中部ドイツ放送交響楽団とも共演している。ヨーロッパ諸国やアメリカでの演奏活動のみならず、日本とも縁が深い。初来日はトーマス教会少年合唱団時代の1976年で、現在まで定期的に来日し、各地で演奏や指導にあたっている。